# All on a Wintry Night
| Оценки критиков               | Оценки критиков |
| Источник                      | Оценка          |
| ----------------------------- | --------------- |
| AllMusic                      | [ 1 ]           |
| Encyclopedia of Popular Music | [ 2 ]           |

All on a Wintry Night — двадцать седьмой студийный альбом американской певицы Джуди Коллинз, выпущенный 24 октября 2000 года на лейбле Wildflower Records.

## Об альбоме
Альбом представляет собой переиздание рождественского альбома Come Rejoice! A Judy Collins Christmas 1994 года, трек-лист альбома немного изменён, также заменены некоторые песни, среди новых — «In The Bleak Mid Winter», «The Blizzard» и «The Wexford Carol».
В 2013 году альбом был переиздан под названием Christmas With Judy Collins.

## Отзывы критиков
Брэдли Торрино в обзоре для AllMusic заявил, что это первоклассный рождественский альбом с качественным наполнением.

## Список композиций
| №                   | Название                               | Автор(ы)                         | Длительность |
| ------------------- | -------------------------------------- | -------------------------------- | ------------ |
| 1.                  | «I’ll Be Home For Christmas»           | Ким Гэннон, Уолтер Кент, Бак Рэм | 1:06         |
| 2.                  | «Come Rejoice»                         | Джуди Коллинз                    | 3:32         |
| 3.                  | «Away In A Manger»                     | традиционная                     | 4:21         |
| 4.                  | «Joy To The World»                     | Лоуэлл Мейсон, Исаак Уоттс       | 2:32         |
| 5.                  | «In The Bleak Mid Winter»              | традиционная                     | 2:34         |
| 6.                  | «Song For Sarajevo (I Dream Of Peace)» | Джуди Коллинз                    | 4:44         |
| 7.                  | «Good King Wenceslas»                  | традиционная                     | 3:18         |
| 8.                  | «All On A Wintry Night»                | Джуди Коллинз                    | 3:28         |
| 9.                  | «Let It Snow»                          | Сэмми Кан, Жюль Стайн            | 3:09         |
| 10.                 | «Silent Night»                         | Франц Грубер, Йозеф Мор          | 4:05         |
| 11.                 | «A Christmas Carol»                    | Нед Рорем                        | 1:33         |
| 12.                 | «Cherry Tree Carol»                    | традиционная                     | 4:28         |
| 13.                 | «The Blizzard»                         | Джуди Коллинз                    | 6:37         |
| 14.                 | «The Wexford Carol»                    | традиционная                     | 4:32         |
| Общая длительность: | Общая длительность:                    | Общая длительность:              | 46:17        |